# San Joaquín (Municipio in Carabobo, Venezuela)
San Joaquín ist ein Municipio im Bundesstaat Carabobo im Norden Venezuelas.
San Joaquín hat eine Fläche von 127 km² und 61.000 Einwohner (Stand 2007). Er grenzt an den Bundesstaat Aragua mit dem Küstengebirge im Norden, an den Bezirk Diego Ibarra im Osten, an den Valenciasee im Süden und an den Bezirk Guacara im Westen.
Die Hauptstadt ist San Joaquín. Der Bürgermeister ist Luis Aguiar, der am 23. November 2008 mit 55 % der Stimmen gewählt wurde.